# وزارة التجارة الخارجية (ألمانيا الشرقية)
وزارة التجارة الألمانية الداخلية، التجارة الخارجية وتوفير المواد (بالألمانية: Ministerium für Innerdeutschen Handel, Außenhandel und Materialversorgung) كانت واحدة من 14 وزارة تشكل حكومة جمهورية ألمانيا الديمقراطية. قامت الوزارة من 1949 حتى دخول الولايات الجديدة بعد إعادة التوحيد الألماني مع جمهورية ألمانيا الاتحادية. مقر الوزارة كان في مبنى أوتو-فيلس-هاوس في مته-برلين.

## التاريخ
كانت الإدارة المركزية الألمانية للتجارة ما بين المناطق والتجارة الخارجية، التابعة للجنة الاقتصادية الألمانية، أول مؤسسة مسؤولة عن التجارة العابرة للحدود في منطقة الاحتلال السوفيتي. وبهيكل هذه المنظمة قامت وزارة التجارة الخارجية وتوفير المواد بعد نشوء جمهورية ألمانيا الديمقراطية. وأصبح جيورج أولرخ هاندكه أول وزير لهذه الوزارة ضمن الحكومة المؤقتة لجمهورية ألمانية الديمقراطية.
وفقًا لقانون 11 نوفمبر 1949، حملت الوزارة الاسم التالي: وزارة التجارة الداخلية الألمانية، التجارة الخارجية وتوفير المواد. وبعد مرور حوالي عام على ذلك، تغير اسمها إلى وزارة التجارة الخارجية والتجارة الداخلية الألمانية. في 1967، تغير اسمها للمرة الثانية إلى وزارة الاقتصاد الخارجي. تبع ذلك تغيير أخير للاسم ليصبح وزارة التجارة الخارجية، وذلك ابتداءً من 1973.
عمل مكتب التنسيق التجاري التابع للوزارة، تحت قيادة سكرتير الدولة ألكسندر شلاك-جولودكوفسكي، على توفير العملة الصعبة والبضائع التي فرض الغرب حظرًا على تصديرها. جرى هذا النشاط بالتعاون مع وزارة أمن الدولة.

## الوزراء
- جيورج أولرخ هاندكه (1949 - 1952)
- كورت جريجور (1952 - 1954)
- هاينرخ راو (1955 - 1961)
- يوليوس بالكوف (1961 - 1965)
- هورست زوله (1965 - 1986)
- جرهارد بايل (1986 - 1990)

## سكرتير الدولة
- هانس-باول جانتر-جلمانس (1949 إلى 1955)
- كورت جريجور (1956 حتى 1962)
- ويلي هوتنراوخ (1956 حتى 1962)
- هورست زوله (1962 إلى 1965)
- فولفجانج راوخفوس (1965)
- ديتر ألبرخت (1965)
- جرهارد بايل (1969 إلى 1986)
- ألكسندر شالك-جولودكوفسكي (1975 إلى 1989)

## ممثليات في الخارج
بالإضافة إلى الممثليات في الدول الاشتراكية، كان لوزارة التجارة الألمانية الشرقية الممثليات الخارجية التالية:
- ممثلية للتجارة في مصر
- ممثلية في بورما/ميانمار
- ممثلية للتجارة في فنلندا
- ممثلية للتجارة وفروع تجارية في الهند
- ممثلية للتجارة في أيسلاندا
- ممثلية للتجارة في السويد
- ممثلية للتجارة في السودان
- ممثلية للتجارة في سوريا
- مكتب للتجارة الألمانية الداخلية في فرانكفروت أم ماين ودوسلدورف

## استشهادات
1. ↑  Gesetz über die Änderung der Bezeichnung des Ministeriums für Außenhandel und Materialversorgung vom 11. November 1949 Online-Veröffentlichung documentarchiv.de, abgerufen am 13. August 2013 نسخة محفوظة 2020-10-20 على موقع واي باك مشين.
2. ↑  Gesetz über die Regierung der Deutschen Demokratischen Republik vom 8. November 1950 Online-Veröffentlichung documentarchiv.de, abgerufen am 13. August 2013 نسخة محفوظة 2020-01-12 على موقع واي باك مشين.
3. ↑  Bekanntmachung über die Bildung von Ministerien im GBl II der DDR Nr. 81 vom 23. August 1967. Einsehbar in den SAPMO-Akten des الأرشيف الفيدرالي الألماني „ZB 20049 a /“ "نسخة مؤرشفة". مؤرشف من الأصل في 2021-08-25. اطلع عليه بتاريخ 2021-10-23.{{استشهاد ويب}}:  صيانة الاستشهاد: BOT: original URL status unknown (link)
4. ↑  Bekanntmachung über die Umbenennung des Ministeriums für Außenwirtschaft in Ministerium für Außenhandel im GBl I der DDR Nr. 55 vom 6. Dezember 1973. Einsehbar in den SAPMO-Akten des Bundesarchiv „ZB 20049 a /“ "نسخة مؤرشفة". مؤرشف من الأصل في 2021-08-25. اطلع عليه بتاريخ 2021-10-23.{{استشهاد ويب}}:  صيانة الاستشهاد: BOT: original URL status unknown (link)